# Alberto Braglia
Alberto Braglia (n. 23 martie 1883, Campogalliano, Emilia-Romagna, Italia – d. 5 februarie 1954, Modena, Italia) a fost un gimnast artistic ce a reprezentat Italia, medaliat olimpic. A participat la două ediții ale Jocurilor Olimpice (1908, 1912) în care a câștigat trei medalii de aur.